# Königsbrücker Heide
Die Königsbrücker Heide liegt in der Westlausitz nördlich von Königsbrück und ist mit einer Größe von 6932 Hektar das zwölftgrößte Naturschutzgebiet Deutschlands (D 89) und das größte zusammenhängende im Freistaat Sachsen. Das Gebiet ist seit dem Jahr 2023 als das erste Wildnisgebiet Deutschlands nach IUCN-Kategorie Ib anerkannt. 5600 Hektar in der Kernzone des Schutzgebietes gehören zu den von der European Wilderness Society zertifizierten Wilderness-Gebieten. Die Königsbrücker Heide ist zugleich Fauna-Flora-Habitat-Gebiet (6932 ha, EU-Meldenr.: DE4847302, Landesinterne Nr.: 49), das in das europäische Schutzsystem Natura 2000 aufgenommen wurde. Naturräumlich ist es in die Königsbrück-Ruhlander Heiden einzuordnen. Die höchste Erhebung bildet die Königshöhe (194,5 m).
Aufgrund seiner langjährigen Nutzung als Truppenübungsplatz der sowjetischen Armee und wegen der daraus resultierenden Gefährdung durch hier noch lagernde Kampfmittelreste und noch vorhandene militärische Anlagen ist das Betreten von Großteilen des Geländes per Polizeiverordnung verboten.
Dadurch bietet sich die nahezu einmalige Chance der von Menschen unbeeinflussten freien Entfaltung der Natur. Dennoch ist die Königsbrücker Heide auch eine touristische Attraktion. Erlebnispfade und Naturschaufenster in den Randbereichen sowie Führungen durch das NSG ermöglichen menschliche Teilhabe an den natürlichen Prozessen.

## Geschichte
Das Revier „Königsbrücker Heide“ gehörte zum Güterkomplex der Standesherrschaft Königsbrück, die aufgrund eines königlich-böhmischen Sonderprivilegs von Abgaben an die sächsischen Landesfürsten befreit war.
Die Grafen von Hohenthal waren die letzten Standesherren der Stadt. Nach der faktischen Abschaffung des Privilegs nach dem Wiener Kongress ging deren Besitz einschließlich der Königsbrücker Heide an die Grafen von Wilding über, die wiederum die gesamten ehemals standesherrschaftlichen Besitztümer 1893 an den Kommerzienrat Bruno Naumann verkauften.
Die Familie Naumann, die noch bis 1945 in Königsbrück lebte, verkaufte die „Königsbrücker Heide“ 1906 an das Deutsche Reich. In den Folgejahren wurde hier der Truppenübungsplatz Königsbrück angelegt, der bis 1992 bestand.
Das Revier „Königsbrücker Heide“ war extremen landschaftlichen Veränderungen unterworfen. Aus dem hier bis ins 12. Jahrhundert bestehenden Urwald wurde über die Jahrhunderte eine Kulturlandschaft, die wiederum durch die fast 100 Jahre militärische Nutzung komplett ausgelöscht wurde. Die sich in der Königsbrücker Heide befindenden zehn Ortschaften Quosdorf, Otterschütz, Zietsch, Bohra, Krakau, Naundorf, Rohna, Sella, Steinborn und Zochau mit insgesamt mehr als 2000 Einwohnern wurden geräumt und abgetragen.
Dadurch entstanden auf fast 6000 ha Offenlandbiotope in Form von Verwitterungsböden.
Nach dem Abzug der Sowjetarmee im Jahr 1992 nutzte der Freistaat Sachsen die Chance, ein NSG mit neuartigem Schutzgebietskonzept zu schaffen, so dass wieder eine Naturlandschaft entsteht.
In der Verordnung des Regierungspräsidiums Dresden zur Festsetzung des Naturschutzgebietes „Königsbrücker Heide“ vom 1. Oktober 1996 wurde dieser Zweck detailliert geregelt. Auf der Grundlage eines Besucherkonzeptes werden seit 2003 die Bedürfnisse von Tourismus und Naturschutz in Einklang gebracht. Im Jahr 2004 wurde ein Biberlehrpfad eingerichtet. Im Jahre 2005 wurde der Rundweg Königsbrücker Heide durch den Freistaat Sachsen als Radweg mit hoher Priorität in die Radverkehrskonzeption für den Freistaat Sachsen aufgenommen.
Durch eine entsprechende Entwicklung des Naturschutzgebietes konnte durch die IUCN am 24. August 2023 der Schutzstatus als Wilderness Area (IUCN Ib) verliehen werden.

## Ökologie

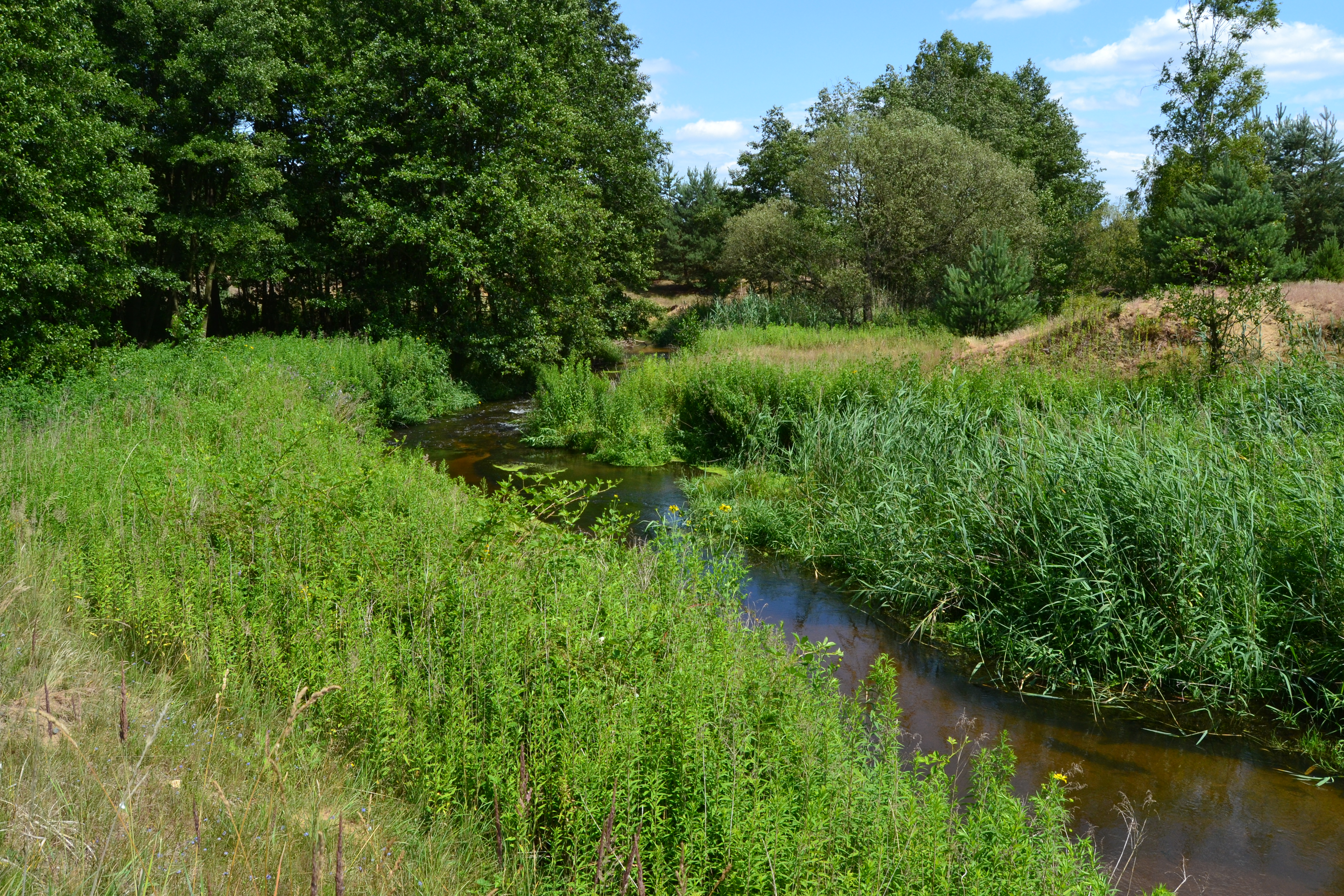
1996 gebrochener Stauseedamm der Pulsnitz

In der 5000 Hektar großen Naturentwicklungszone können sich Tiere und Pflanzen weitestgehend ohne direkte menschliche Störung entwickeln (Sukzession). Der Mensch greift hier in keiner Form (weder in Form von Pflege noch durch Bewirtschaftung) in die Prozesse ein. Die Natur soll sich selbst regulieren.
In einer 1000 ha großen Zone der „gelenkten Sukzession“ gilt im Grunde dasselbe, jedoch ist hier vorgesehen, gebietstypische, aber vom Aussterben bedrohte Pflanzen- und Tierarten wieder anzusiedeln.
In einer ebenfalls 1000 Hektar großen Pflegezone an den Rändern des Gebietes findet eine sanfte Bewirtschaftung unter naturschutzfachlichen Gesichtspunkten statt. Die hier noch bestehenden Kiefernwälder sollen nach und nach in standortgerechte Mischwälder umgewandelt werden.
Die Fließgewässer in der Königsbrücker Heide sind über 100 Kilometer lang und können nahezu frei mäandern. In den Verlandungszonen entstehen Erlen- und Eschenwälder. Saure und mittelsaure Standgewässer bleiben zurück. Es breiten sich Hochstaudenfluren aus.
Durch das Laufenlassen natürlicher Prozesse ohne Eingriffe des Menschen in der Naturentwicklungszone schaffen sich die Fließgewässer ihre alten Flussläufe wieder. So brach zum Beispiel 1996 der Damm in der Pulsnitz, welcher durch die Sowjetarmee errichtet wurde, um Wasserdurchfahrten im entstandenen Gewässer zu üben.

## Fauna
Im Naturschutzgebiet Königsbrücker Heide leben unter anderem vom Aussterben bedrohte und gefährdete Tiere. Langsam beginnt sich auch der Wolf wieder hier anzusiedeln. Aktuell (Stand 2014) lebt hier ein Rudel mit mindestens 10 Tieren. Der Elbebiber, welcher häufig in der Königsbrücker Heide vorkommt, verändert die Natur durch seine Fällungen sehr. Er rodet manchmal ganze Flächen. Er lebt hauptsächlich in den Flussläufen der Pulsnitz und dem Otterbach. Es findet sich auch eine große Population von Reh-, Rot- und Schwarzwild. Auch Vögel finden sich im Fauna-Flora-Habitat-Gebiet häufig, wie zum Beispiel der selten vorkommende Wiedehopf, der Eisvogel, der Pirol und die Heidelerche. Der Charaktervogel der Königsbrücker Heide ist der Ziegenmelker. Derzeit (Stand 2011) leben in diesem FFH-Gebiet über 100 Brutpaare des Ziegenmelkers.

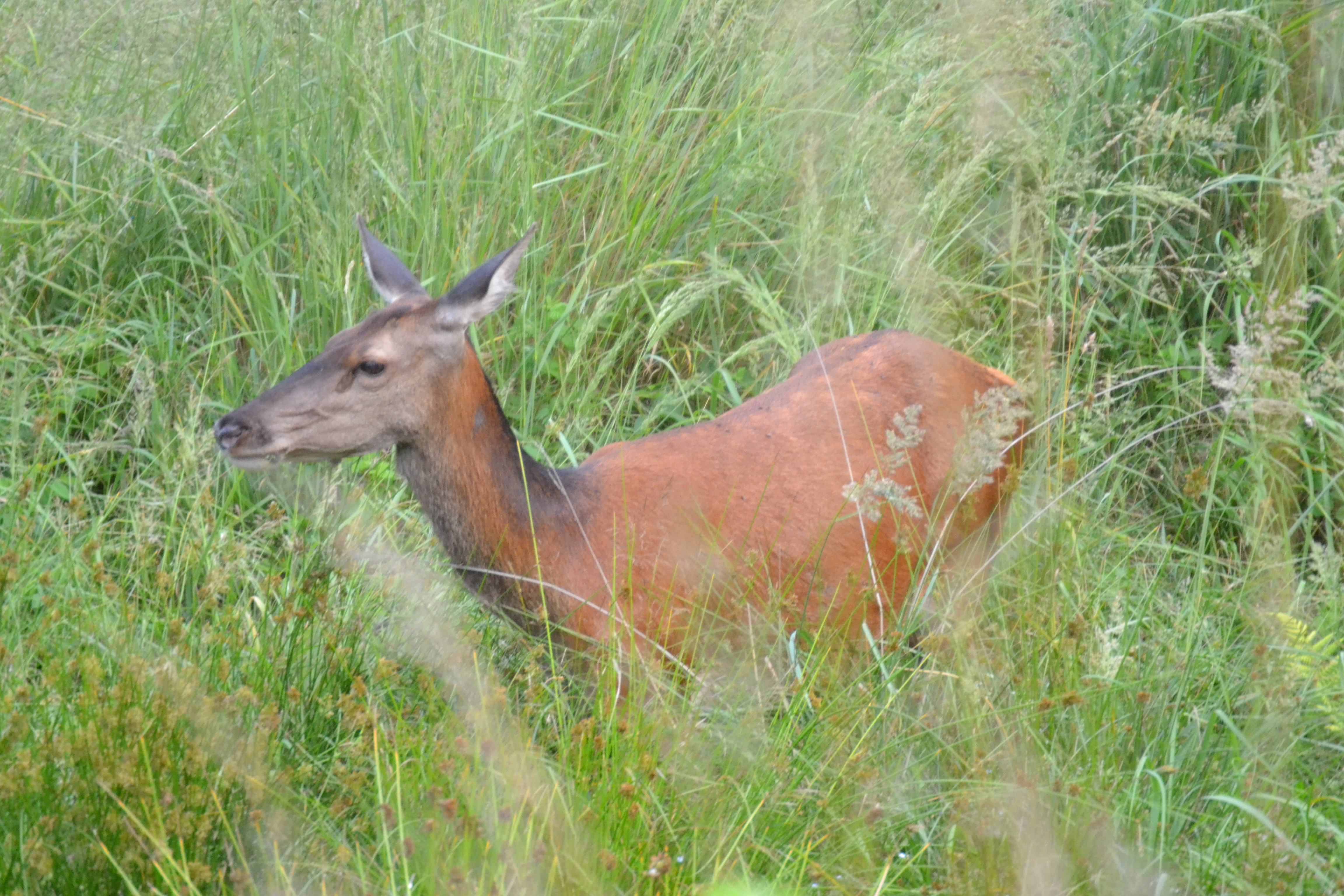
Rotwild ♀ in der Königsbrücker Heide
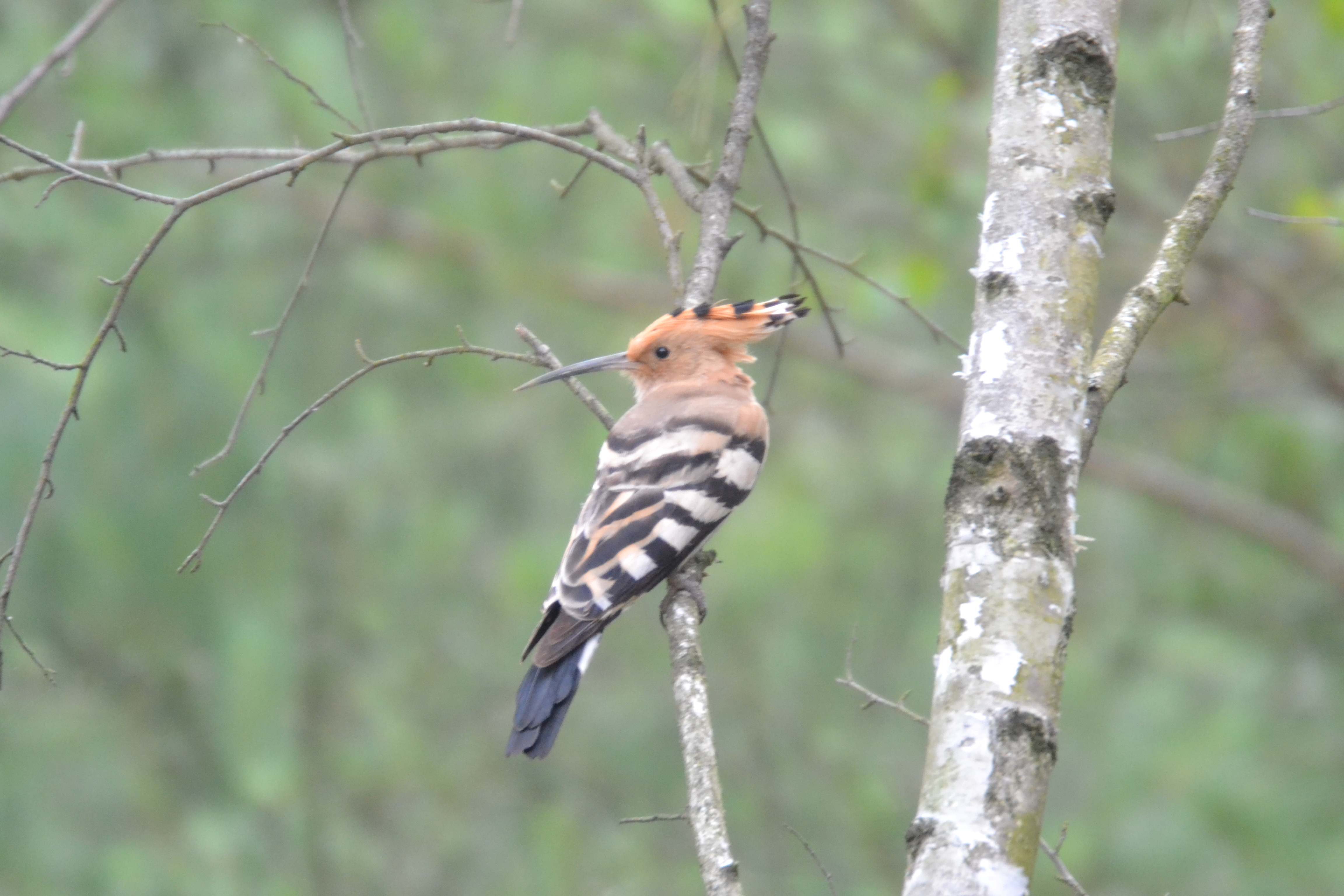
Wiedehopf in der Königsbrücker Heide

## Flora
In der Königsbrücker Heide kommen vorwiegend noch Pionierwälder mit hauptsächlich Birken, Espen und Kiefern vor. Der Wald vor 1800 enthielt auch noch Eichen, Linden und vereinzelte Buchen. Auf freien Flächen wächst die in Deutschland sehr selten vorkommende Rentierflechte. Auch ausgedehnte Silbergrasfluren überziehen die Landschaft. Als Pflegemaßnahme werden einige Heideflächen in der Zone der gelenkten Sukzession vom Baumbestand befreit, um Lebensräume für Tiere, die freie Flächen benötigen, zu schaffen.
Dabei wird ein Baumschirm von circa 0,1 % belassen, um auch Vögeln Brutbäume zu bieten. Des Weiteren werden offene Sandflächen freigehalten, um seltene Lebewesen zu schützen, damit sie nicht zurückgedrängt werden. Dies dient ebenfalls der Erhaltung des schützenswerten FFH-Biotoptypes „Sand-Magerrasen“.

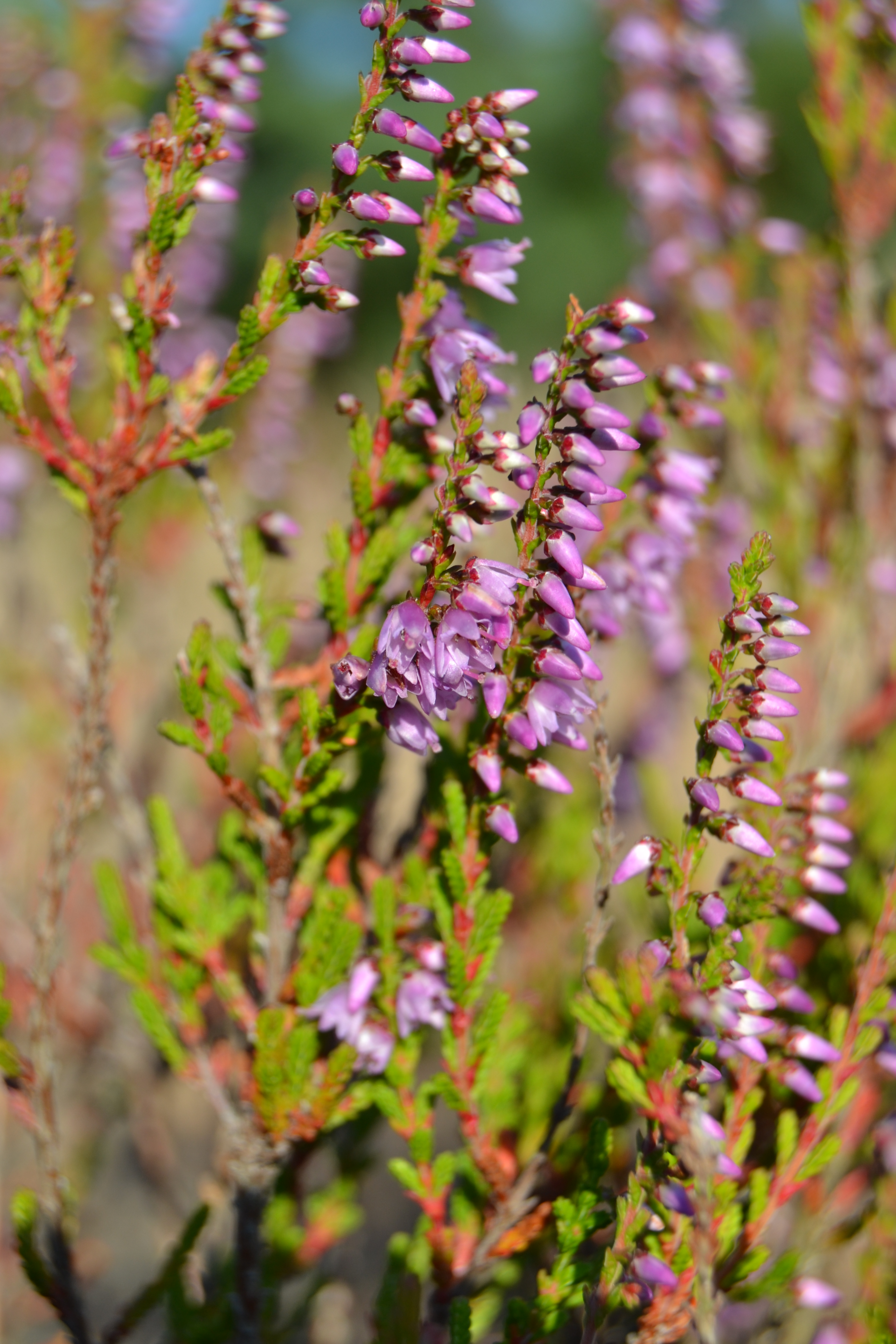
Blüten des Heidekrautes in der Königsbrücker Heide
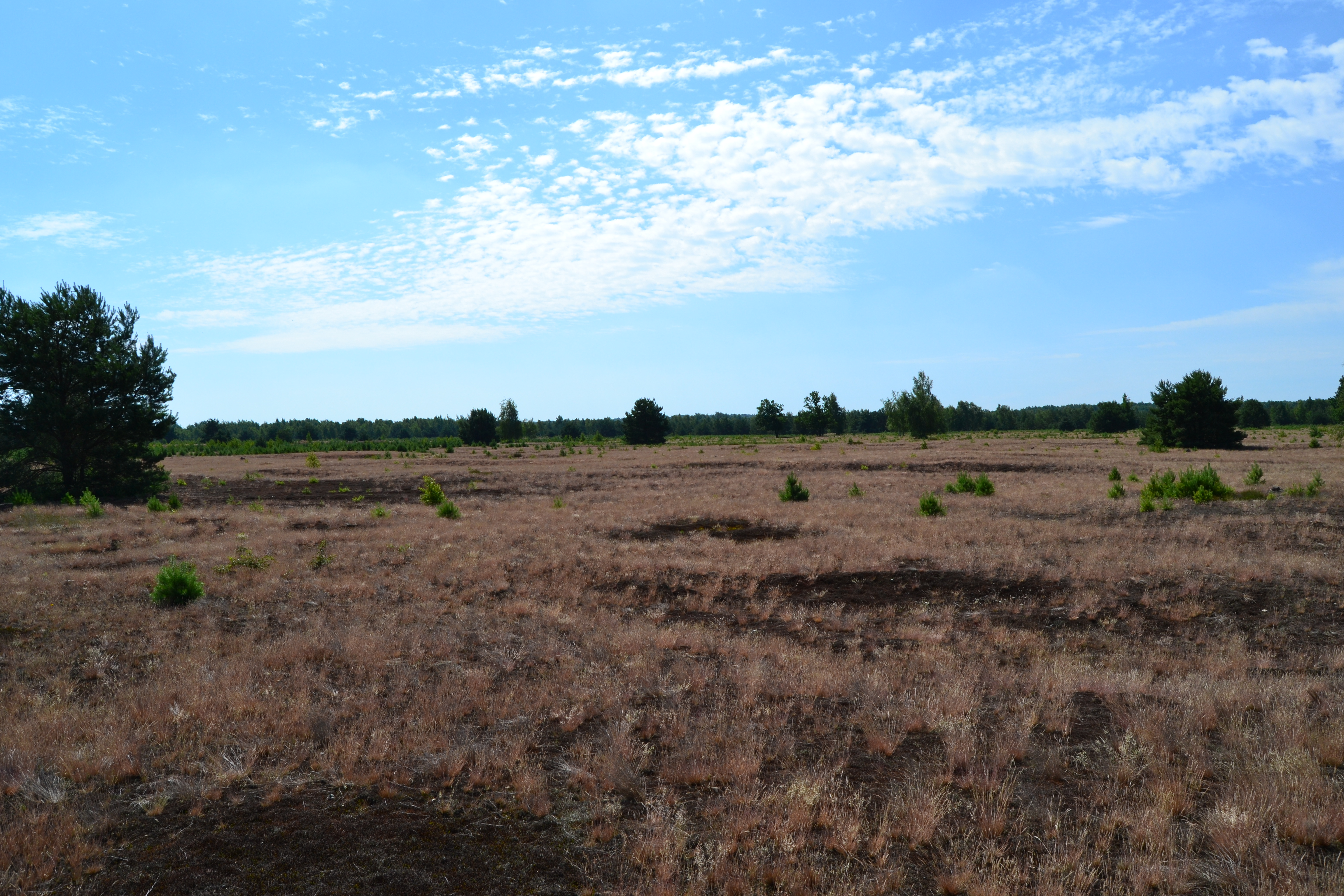
Silbergras-Ruderalflur in der Königsbrücker Heide